# Amber Neben
Amber Neben (ur. 18 lutego 1975 w Irvine) – amerykańska kolarka szosowa, trzykrotna mistrzyni świata.

## Kariera
Na zawodowstwo przeszła w 2002 roku. Największy sukces w karierze osiągnęła w 2008 roku, kiedy zdobyła złoty medal w indywidualnej jeździe na czas na mistrzostwach świata w Varese. W zawodach tych wyprzedziła bezpośrednio Christiane Soeder z Austrii oraz Niemkę Judith Arndt. W tym samym roku zajęła 33. miejsce ze startu wspólnego podczas igrzysk olimpijskich w Pekinie. Na rozgrywanych rok wcześniej mistrzostwach świata w Stuttgarcie była czwarta w indywidualnej jeździe na czas, a na mistrzostwach świata w Valkenburgu w 2012 roku była czwarta w wyścigu ze startu wspólnego. Na igrzyskach w Londynie w 2012 roku była siódma w indywidualnej jeździe na czas, a wyścig ze startu wspólnego ukończyła na 36. pozycji. Zdobyła ponadto cztery medale na mistrzostwach panamerykańskich, w tym złote w indywidualnej jeździe na czas w latach 2006 i 2012. Ponadto w 2002 roku zwyciężyła w czeskim wyścigu Gracia Orlová, rok później w kanadyjskim Le Tour du Grand Montréal, w 2005 i 2006 roku we francuskim Tour de l'Aude Cycliste Féminin, w 2007 roku Route de France féminine, a w latach 2011 i 2012 Chrono des Herbiers. W 2008 roku była druga w klasyfikacji generalnej Giro d’Italia Femminile. Wielokrotnie zdobywała medale mistrzostw USA, w tym dwa złote.

## Najważniejsze zwycięstwa i sukcesy
2001
2. miejsce w mistrzostwach USA (start wspólny)
5. miejsce w Women's Challenge
1. miejsce na 1. etapie
2002
2. miejsce w mistrzostwach USA (start wspólny)
2. miejsce w mistrzostwach USA (jazda ind. na czas)
2003
 1. miejsce w mistrzostwach USA (start wspólny)
2004
2. miejsce w mistrzostwach USA (jazda ind. na czas)
7. miejsce w Giro della Toscana
1. miejsce na 2. etapie
2005
1. miejsce w Tour de l'Aude
1. miejsce na 3. etapie
2. miejsce w mistrzostwach USA (jazda ind. na czas)
2006
1. miejsce w Tour de l'Aude
2. miejsce w La Route de France
2. miejsce w Thüringen Rundfahrt der Frauen
3. miejsce w mistrzostwach USA (start wspólny)
2. miejsce w mistrzostwach USA (jazda ind. na czas)
2007
2. miejsce w Thüringen Rundfahrt der Frauen
2. miejsce w mistrzostwach USA (jazda ind. na czas)
3. miejsce w mistrzostwach USA (start wspólny)
2008
 1. miejsce w mistrzostwach świata (jazda ind. na czas)
2. miejsce w Giro Rosa
2009
1. miejsce na 3. etapie Gracia-Orlová
1. miejsce na 2. etapie Giro Rosa
2010
2. miejsce w Women's Tour of New Zealand
1. miejsce na 4. etapie (ITT)
2. miejsce w mistrzostwach USA (jazda ind. na czas)
2011
1. miejsce w GP Stad Roeselare
1. miejsce w Chrono des Nations
2. miejsce w Thüringen Rundfahrt der Frauen
2012
 1. miejsce w mistrzostwach świata (jazda druż. na czas)
4. miejsce w mistrzostwach świata (start wspólny)
2015
2. miejsce w La Route de France
2. miejsce w Redlands Bicycle Classic
3. miejsce w mistrzostwach USA (jazda ind. na czas)
2016
 1. miejsce w mistrzostwach świata (jazda ind. na czas)
1. miejsce na 4. (ITT) i 5. etapie La Route de France
1. miejsce w Chrono Gatineau